# Calcio Catania 1974-1975
Questa voce raccoglie le informazioni riguardanti il Calcio Catania nelle competizioni ufficiali della stagione 1974-1975.

## Stagione
Nella stagione 1974-1975 dopo la retrocessione in terza serie ritorna presidente etneo Angelo Massimino, sponsorizzato dal sindaco di Catania ed ex presidente etneo Ignazio Marcoccio. Vuole cancellare l'onta appena subita ed ottenere una immediata risalita tra i cadetti. Sceglie di mettere in panchina l'amico Gennaro Rambone, che però dura fino a fine agosto, dopo la seconda partita di Coppa Italia di Serie C ad Acireale infatti lascia, al suo posto viene richiamato Egizio Rubino già protagonista della promozione in Serie A del 1970. Viene rinforzato l'attacco con l'arrivo dal Chieti di Claudio Ciceri che realizzerà 18 reti in campionato e sarà protagonista con Giampietro Spagnolo che arriverà a 20 centri, della cavalcata che riporterà il Catania in Serie B, dopo un solo anno di purgatorio. Serrato ed avvincente il confronto per tutto il campionato con il Bari per ottenere la promozione, che si risolverà nell'ultima partita di campionato a Torre del Greco, dove è necessaria la vittoria, tuttavia fino ad un quarto d'ora dal termine si è inchiodati sullo (0-0), poi finirà in gloria (0-3) per il tripudio dei tifosi etnei.

## Rosa
| N. |                       | Ruolo | Calciatore          |
| -- | --------------------- | ----- | ------------------- |
|    | Italia (bandiera)     | P     | Luigi Muraro        |
|    | Jugoslavia (bandiera) | P     | Zelico Petrovic     |
|    | Italia (bandiera)     | D     | Corrado Poletto     |
|    | Italia (bandiera)     | D     | Guido Battilani     |
|    | Italia (bandiera)     | D     | Roberto Benincasa   |
|    | Italia (bandiera)     | D     | Giovanni Simonini   |
|    | Italia (bandiera)     | D     | Valeriano Prestanti |
|    | Italia (bandiera)     | D     | Stefano Codraro     |
|    | Italia (bandiera)     | D     | Piero Fraccapani    |
|    | Italia (bandiera)     | D     | Antonio Blatti      |
|    | Italia (bandiera)     | D     | Vinicio Pasin       |
|    | Italia (bandiera)     | C     | Adelchi Malaman     |

| N. |                   | Ruolo | Calciatore          |
| -- | ----------------- | ----- | ------------------- |
|    | Italia (bandiera) | C     | Guido Biondi        |
|    | Italia (bandiera) | C     | Antonino Fatta      |
|    | Italia (bandiera) | C     | Guido Angelozzi     |
|    | Italia (bandiera) | C     | Piero Giagnoni      |
|    | Italia (bandiera) | C     | Giuseppe Giuffrida  |
|    | Italia (bandiera) | C     | Giovanni Iapicone   |
|    | Italia (bandiera) | A     | Carmelo Castorina   |
|    | Italia (bandiera) | A     | Claudio Ciceri      |
|    | Italia (bandiera) | A     | Giampietro Spagnolo |
|    | Italia (bandiera) | A     | Salvatore Lizio     |
|    | Italia (bandiera) | A     | Francesco Colombo   |
|    | Italia (bandiera) | A     | Agatino Giustolisi  |

## Risultati

### Serie C

#### Girone di andata
| Arbitro: | Zanchetta (Treviso) |

|             |           |  |
| Spagnolo 7’ | Marcatori |  |

| Arbitro: | Lanzetti (Viterbo) |

|               |           |             |
| Montenegro 8’ | Marcatori | 38’ Malaman |

| Arbitro: | Lapi (Firenze) |

|                                                |           |            |
| Spagnolo 14’, 29’ (rig.) 83’ (rig.) Ciceri 70’ | Marcatori | 6’ Messina |

| Siracusa 6 ottobre 1974 4ª giornata | Siracusa         | 0 – 0 | Catania | Stadio Comunale\| Arbitro: \| Falasca (Chieti) \| |
| Arbitro:                            | Falasca (Chieti) |       |         |                                                   |

| Arbitro: | Milan (Treviso) |

|                  |           |  |
| Malaman 32’, 52’ | Marcatori |  |

| Arbitro: | Lops (Torino) |

|                    |           |                                     |
| Coletti 64’ (rig.) | Marcatori | 31’, 34’ Spagnolo 90’ (rig.) Ciceri |

| Arbitro: | Morato (Padova) |

|                        |           |  |
| Ciceri 40’, 50’ (rig.) | Marcatori |  |

| Trapani 3 novembre 1974 8ª giornata | Trapani             | 0 – 0 | Catania | Stadio Polisportivo Provinciale\| Arbitro: \| Chiapponi (Livorno) \| |
| Arbitro:                            | Chiapponi (Livorno) |       |         |                                                                      |

| Arbitro: | Vitali (Bologna) |

|              |           |  |
| Simonini 21’ | Marcatori |  |

| Bari 17 novembre 1974 10ª giornata | Bari             | 0 – 0 | Catania | Stadio della Vittoria\| Arbitro: \| Terpin (Trieste) \| |
| Arbitro:                           | Terpin (Trieste) |       |         |                                                         |

| Arbitro: | Marino (Taranto) |

|           |           |  |
| Fatta 30’ | Marcatori |  |

| Arbitro: | Bergamo (Livorno) |

|  |           |            |
|  | Marcatori | 67’ Ciceri |

| Arbitro: | Zanchetta (Treviso) |

|                              |           |              |
| Spagnolo 10’, 80’ Biondi 63’ | Marcatori | 27’ Stellone |

| Nocera Inferiore 15 dicembre 1974 14ª giornata | Nocerina       | 0 – 0 | Catania | Stadio San Francesco d'Assisi\| Arbitro: \| Foschi (Forlì) \| |
| Arbitro:                                       | Foschi (Forlì) |       |         |                                                               |

| Arbitro: | Bitocchi (Tivoli) |

|                         |           |           |
| Malaman 8’ Giagnoni 57’ | Marcatori | 2’ Caruso |

| Arbitro: | Lops (Torino) |

|           |           |                                    |
| Stoppa 1’ | Marcatori | 49’ (rig.) 83’ Spagnolo 67’ Ciceri |

| Catania 12 gennaio 1975 17ª giornata | Catania               | 0 – 0 | Reggina | Stadio Cibali\| Arbitro: \| Governa (Alessandria) \| |
| Arbitro:                             | Governa (Alessandria) |       |         |                                                      |

| Caserta 19 gennaio 1975 18ª giornata | Casertana       | 0 – 0 | Catania | Stadio Alberto Pinto\| Arbitro: \| Milan (Treviso) \| |
| Arbitro:                             | Milan (Treviso) |       |         |                                                       |

| Arbitro: | Lanzetti (Viterbo) |

|                        |           |              |
| Ciceri 22’ Malaman 70’ | Marcatori | 74’ Fiorillo |

#### Girone di ritorno
| Salerno 2 febbraio 1975 20ª giornata | Salernitana     | 0 – 0 | Catania | Stadio Donato Vestuti\| Arbitro: \| Celli (Trieste) \| |
| Arbitro:                             | Celli (Trieste) |       |         |                                                        |

| Catania 9 febbraio 1975 21ª giornata | Catania          | 0 – 0 | Lecce | Stadio Cibali\| Arbitro: \| Terpin (Trieste) \| |
| Arbitro:                             | Terpin (Trieste) |       |       |                                                 |

| Arbitro: | Bergamo (Livorno) |

|               |           |            |
| Baravello 56’ | Marcatori | 20’ Ciceri |

| Catania 23 febbraio 1975 23ª giornata | Catania         | 0 – 0 | Siracusa | Stadio Cibali\| Arbitro: \| Artico (Padova) \| |
| Arbitro:                              | Artico (Padova) |       |          |                                                |

| Arbitro: | Chiapponi (Livorno) |

|                  |           |               |
| Tripepi 34’, 67’ | Marcatori | 17’ Angelozzi |

| Arbitro: | Pieri (Genova) |

|                                 |           |                           |
| Angelozzi 10’ Ciceri 55’ (rig.) | Marcatori | 31’ Brunello 38’ Masiello |

| Arbitro: | Andreoli (Padova) |

|                   |           |                         |
| Pellegrini II 56’ | Marcatori | 6’ Malaman 46’ Spagnolo |

| Catania 30 marzo 1975 27ª giornata | Catania          | 0 – 0 | Trapani | Stadio Cibali\| Arbitro: \| Falasca (Chieti) \| |
| Arbitro:                           | Falasca (Chieti) |       |         |                                                 |

| Sorrento 6 aprile 1975 28ª giornata | Sorrento        | 0 – 0 | Catania | Stadio Italia\| Arbitro: \| Celli (Trieste) \| |
| Arbitro:                            | Celli (Trieste) |       |         |                                                |

| Catania 13 aprile 1975 29ª giornata | Catania          | 0 – 0 | Bari | Stadio Cibali\| Arbitro: \| Benedetti (Roma) \| |
| Arbitro:                            | Benedetti (Roma) |       |      |                                                 |

| Arbitro: | Foschi (Forlì) |

|            |           |            |
| Nocera 19’ | Marcatori | 74’ Ciceri |

| Arbitro: | Sancini (Bologna) |

|                                               |           |                      |
| Spagnolo 8’, 50’ Ciceri 11’, 44’ Giagnoni 28’ | Marcatori | 42’ (rig.) Bracchini |

| Arbitro: | Andreoli (Padova) |

|              |           |                         |
| Stellone 28’ | Marcatori | 37’ (rig.) 70’ Spagnolo |

| Arbitro: | Mattei (Macerata) |

|                              |           |                      |
| Ciceri 25’ Spagnolo 42’, 82’ | Marcatori | 35’ Spada 50’ Nobili |

| Arbitro: | Milan (Treviso) |

|            |           |            |
| Fichera 8’ | Marcatori | 47’ Ciceri |

| Arbitro: | Foschi (Forlì) |

|                                                                 |           |  |
| Malaman 26’ Ciceri 36’, 72’ (rig.) Biondi 69’ Spagnolo 69’, 86’ | Marcatori |  |

| Arbitro: | Terpin (Trieste) |

|                       |           |                                      |
| Tivelli 9’ Pianca 23’ | Marcatori | 40’ Colombo 55’ Ciceri 80’ Prestanti |

| Arbitro: | Bitocchi (Tivoli) |

|              |           |  |
| Spagnolo 50’ | Marcatori |  |

| Arbitro: | Mascia (Milano) |

|  |           |                                  |
|  | Marcatori | 74’ Ciceri 77’ Fatta 85’ Malaman |

## Statistiche

### Statistiche di squadra
| Competizione                    | Punti | In casa | In casa | In casa | In casa | In casa | In casa | In trasferta | In trasferta | In trasferta | In trasferta | In trasferta | In trasferta | Totale | Totale | Totale | Totale | Totale | Totale | DR  |
| Competizione                    | Punti | G       | V       | N       | P       | Gf      | Gs      | G            | V            | N            | P            | Gf           | Gs           | G      | V      | N      | P      | Gf     | Gs     | DR  |
| ------------------------------- | ----- | ------- | ------- | ------- | ------- | ------- | ------- | ------------ | ------------ | ------------ | ------------ | ------------ | ------------ | ------ | ------ | ------ | ------ | ------ | ------ | --- |
| Serie C                         | 57    | ..      | ..      | ..      | ..      | ..      | ..      | ..           | ..           | ..           | ..           | ..           | ..           | 38     | 20     | 17     | 1      | 57     | 21     | +36 |
| Coppa Italia Semiprofessionisti | -     | 4       | 3       | 1       | 0       | 6       | 1       | 4            | 0            | 4            | 0            | 3            | 3            | 8      | 3      | 5      | 0      | 9      | 4      | +5  |
| Totale                          | -     | ..      | ..      | ..      | ..      | ..      | ..      | ..           | ..           | ..           | ..           | ..           | ..           | 46     | 23     | 22     | 1      | 66     | 25     | +41 |